# Кавун, Андрей Олегович
Андре́й Оле́гович Каву́н (укр. Андрій Олегович Кавун; род. 9 декабря 1969, Львов, УССР, СССР) —  украинский кинорежиссёр, сценарист. Известен по ироническому боевику «Охота на пиранью» (2006) и исторической драме «Кандагар» (2010).

## Биография
Родился в семье актрисы и режиссёра. В детстве много читал, смотрел кино. Любимый фильм, потрясший мальчика, — «Пираты XX века».
После окончания школы служил два года матросом во флоте. После службы переехал в Москву, поступил во ВГИК.
В 1999 году окончил режиссёрский факультет ВГИКа (мастерская В. Хотиненко).
В 2001 году снял дипломный фильм «Сколько стоит эта рыбка…» и получил главный приз Международного кинофестиваля «Святая Анна».
Телевизионный сериал А. Кавуна «Курсанты», снятый в 2004 году по мотивам автобиографической повести Петра Тодоровского «Вспоминай — не вспоминай», впервые в истории российского телевидения номинирован на премию Emmy International.
В 2014 году на фоне обострения межгосударственных отношений между Украиной и Россией Андрей Кавун принял решения вернуться на Украину после 25 лет проживания в России. В интервью украинским СМИ он пожаловался на невостребованность себя как режиссёра на Украине, но выразил надежду, что в будущем ситуация, возможно, изменится.
На вопрос корреспондента «Как изменилась ваша жизнь за время пребывания в Украине?» Кавун ответил:

После переезда в Украину я очень хотел опять перейти на украинский язык. Я знаю язык, ведь вырос во Львове, просто за 25 лет жизни в России всё же его подзабыл. Но даже за год жизни во Львове я не нашёл достаточной украиноязычной среды, чтобы это сделать. Я целиком поддерживаю то, что телевидение вынуждают увеличивать количество украиноязычного контента. Русский язык, а точнее — то, как его использует Россия в этой войне, — это оружие борьбы и пропаганды. Поэтому считаю, нам нужно идти по пути Израиля, который при создании своего государства в первые годы в буквальном смысле насаждал иврит, чтобы он действительно стал массовым явлением и единственным государственным языком.
Живёт в Киеве. Женат, имеет двух сыновей.

## Фильмография
| Год       |   | Название         | Примечание          |
| --------- | - | ---------------- | ------------------- |
| 1997—1997 | с | Котовасия        | сценарист           |
| 2002—2002 | с | Русские амазонки | сценарист           |
| 2003—2003 | с | Вокзал           | режиссёр, сценарист |
| 2004—2004 | с | Команда          | режиссёр            |
| 2004      | с | Курсанты         | режиссёр            |
| 2006      | ф | Охота на пиранью | режиссёр            |
| 2006—2007 | с | Ваша честь       | режиссёр            |
| 2010      | ф | Кандагар         | режиссёр, сценарист |
| 2010      | ф | Детям до 16…     | режиссёр            |
| 2013—2013 | с | Шерлок Холмс     | режиссёр, сценарист |
| 2014      | ф | Ёлки 1914        | режиссёр            |